# یاگودا (سری‌لانکا)
یاگودا (به لاتین: Yagoda) یک منطقهٔ مسکونی در سری‌لانکا است که در استان غربی، سری‌لانکا واقع شده‌است.